# Седам нових светских чуда природе
Седам нових светских чуда природе је међународно такмичење одржано 11. новембра 2011.

Седам светских чуда природе су:
- Амазонија и река Амазон
- Залив Халонг
- Водопади Игуасу (национални парк)
- Острво Чеџу
- Острво Комодо (национални парк)
- Подземна река Порто Принцеса
- Стона планина (национални парк)

| Назив                             | Држава                                                                                     | Слика |
| --------------------------------- | ------------------------------------------------------------------------------------------ | ----- |
| Амазонија и река Амазон           | Боливија, Бразил, Колумбија, Еквадор, Француска Гвајана, Гвајана, Перу, Суринам, Венецуела |       |
| Залив Халонг                      | Вијетнам                                                                                   |       |
| Водопади Игвазу (национални парк) | Аргентина, Бразил                                                                          |       |
| Острво Чеџу                       | Јужна Кореја                                                                               |       |
| Острво Комодо (национални парк)   | Индонезија                                                                                 |       |
| Подземна река Порто Принцеса      | Филипини                                                                                   |       |
| Стона планина (национални парк)   | Јужна Африка                                                                               |       |